# Bathpool (Somerset)
Bathpool – osada w Anglii, w hrabstwie Somerset. Leży 3 km od miasta Taunton. W 2018 miejscowość liczyła 923 mieszkańców.